# Collegio di Bridgend
Bridgend è un collegio elettorale gallese rappresentato alla Camera dei comuni del Parlamento del Regno Unito. Elegge un membro del parlamento con il sistema maggioritario a turno unico; l'attuale parlamentare è Chris Elmore del Partito Laburista, che rappresenta il collegio dal 2024.

## Estensione

Il collegio di Bridgend dal 2010 al 2024

- 1983-1997: i ward del Borough di Ogwr numero 1, 2, 12—16, 18 e 20—23.
- 1997-2010: i ward del Borough di Ogwr di Brackla, Cefn Cribwr, Coity Higher, Cornelly, Coychurch Lower, Laleston, Morfa, Newcastle, Newcastle Higher, Oldcastle, Porthcawl East, Porthcawl West, Pyle e St Bride’s Major.
- 2010-2024: le divisioni elettorali del distretto di contea di Bridgend di Brackla, Bryntirion, Laleston and Merthyr Mawr, Cefn Glas, Coity, Cornell, Coychurch Lower, Litchard, Llangewydd and Brynhyfryd, Morfa, Newcastle, Newton, Nottage, Oldcastle, Pendre, Pen-y-fai, Porthcawl East Central, Porthcawl West Central, Pyle e Rest Bay.
- dal 2024: le divisioni elettorali del distretto di contea di Bridgend di Brackla East and Coychurch Lower, Brackla East Central, Brackla West, Brackla West Central, Bridgend Central, Bryntyrion, Laleston and Merthyr Mawr, Cefn Glas, Coity Higher, Newton, Nottage, Oldcastle, Pencoed and Penprysg, Pen-y-Fai, Porthcawl East Central, Porthcawl West Central, Pyle, Kenfig Hill and Cefn Cribwr, Rest Bay e St Bride's Minor and Ynysawdre.

## Membri del parlamento
| Elezione | Elezione       | Deputato            | Partito      |
| -------- | -------------- | ------------------- | ------------ |
|          | 1983           | Peter Hubbard-Miles | Conservatore |
|          | 1987           | Win Griffiths       | Laburista    |
| 2005     | Madeleine Moon |                     | Laburista    |
|          | 2019           | Jamie Wallis        | Conservatore |
|          | 2024           | Chris Elmore        | Laburista    |

## Elezioni

### Elezioni negli anni 2020
| Partito                    | Partito                                           | Candidato                  | Risultati 4 luglio 2024 | Risultati 4 luglio 2024 |
| Partito                    | Partito                                           | Candidato                  | Voti                    | %                       |
| -------------------------- | ------------------------------------------------- | -------------------------- | ----------------------- | ----------------------- |
|                            | Laburista                                         | Chris Elmore               | 16 516                  | 39,92                   |
|                            | Reform UK                                         | Caroline Jones             | 7 921                   | 19,14                   |
|                            | Conservatore                                      | Anita Boateng              | 6 764                   | 16,35                   |
|                            | Plaid Cymru                                       | Iolo Caudy                 | 3 629                   | 8,77                    |
|                            | Indipendente                                      | Mark John                  | 3 338                   | 8,07                    |
|                            | Verdi                                             | Debra Ann Cooper           | 1 760                   | 4,25                    |
|                            | Lib Dem                                           | Claire Waller              | 1 446                   | 3,49                    |
|                            |                                                   |                            |                         |                         |
| Iscritti                   | Iscritti                                          | Iscritti                   | 73 152                  | 100,00                  |
| ↳ Votanti (% su iscritti)  | ↳ Votanti (% su iscritti)                         | ↳ Votanti (% su iscritti)  | 41 482                  | 56,71                   |
| ↳ Astenuti (% su iscritti) | ↳ Astenuti (% su iscritti)                        | ↳ Astenuti (% su iscritti) | 31 670                  | 43,29                   |
|                            |                                                   |                            |                         |                         |
|                            | Esito: collegio passa da Conservatore a Laburista |                            |                         |                         |

### Elezioni negli anni 2010
| Partito                    | Partito                                           | Candidato                  | Risultati 12 dicembre 2019 | Risultati 12 dicembre 2019 |
| Partito                    | Partito                                           | Candidato                  | Voti                       | %                          |
| -------------------------- | ------------------------------------------------- | -------------------------- | -------------------------- | -------------------------- |
|                            | Conservatore                                      | Jamie Wallis               | 18 193                     | 43,07                      |
|                            | Laburista                                         | Madeleine Moon             | 17 036                     | 40,34                      |
|                            | Lib Dem                                           | Jonathan Pratt             | 2 368                      | 5,61                       |
|                            | Plaid Cymru                                       | Leanne Lewis               | 2 013                      | 4,77                       |
|                            | Brexit                                            | Robert Morgan              | 1 811                      | 4,29                       |
|                            | Verdi                                             | Alex Harris                | 815                        | 1,93                       |
|                            |                                                   |                            |                            |                            |
| Iscritti                   | Iscritti                                          | Iscritti                   | 63 303                     | 100,00                     |
| ↳ Votanti (% su iscritti)  | ↳ Votanti (% su iscritti)                         | ↳ Votanti (% su iscritti)  | 42 236                     | 66,72                      |
| ↳ Astenuti (% su iscritti) | ↳ Astenuti (% su iscritti)                        | ↳ Astenuti (% su iscritti) | 21 067                     | 33,28                      |
|                            |                                                   |                            |                            |                            |
|                            | Esito: collegio passa da Laburista a Conservatore |                            |                            |                            |

| Partito                    | Partito                                | Candidato                  | Risultati 8 giugno 2017 | Risultati 8 giugno 2017 |
| Partito                    | Partito                                | Candidato                  | Voti                    | %                       |
| -------------------------- | -------------------------------------- | -------------------------- | ----------------------- | ----------------------- |
|                            | Laburista                              | Madeleine Moon             | 21 913                  | 50,66                   |
|                            | Conservatore                           | Karen Robson               | 17 213                  | 39,79                   |
|                            | Plaid Cymru                            | Rhys Watkins               | 1 783                   | 4,12                    |
|                            | Lib Dem                                | Jonathan Pratt             | 919                     | 2,12                    |
|                            | UKIP                                   | Alun Williams              | 781                     | 1,81                    |
|                            | Indipendente                           | Isabel Robson              | 646                     | 1,49                    |
|                            |                                        |                            |                         |                         |
| Iscritti                   | Iscritti                               | Iscritti                   | 62 147                  | 100,00                  |
| ↳ Votanti (% su iscritti)  | ↳ Votanti (% su iscritti)              | ↳ Votanti (% su iscritti)  | 43 255                  | 69,60                   |
| ↳ Astenuti (% su iscritti) | ↳ Astenuti (% su iscritti)             | ↳ Astenuti (% su iscritti) | 18 892                  | 30,40                   |
|                            |                                        |                            |                         |                         |
|                            | Esito: collegio confermato a Laburista |                            |                         |                         |

| Partito                    | Partito                                | Candidato                  | Risultati 7 maggio 2015 | Risultati 7 maggio 2015 |
| Partito                    | Partito                                | Candidato                  | Voti                    | %                       |
| -------------------------- | -------------------------------------- | -------------------------- | ----------------------- | ----------------------- |
|                            | Laburista                              | Madeleine Moon             | 14 624                  | 37,07                   |
|                            | Conservatore                           | Meirion Jenkins            | 12 697                  | 32,18                   |
|                            | UKIP                                   | Caroline Jones             | 5 911                   | 14,98                   |
|                            | Plaid Cymru                            | James Radcliffe            | 2 784                   | 7,06                    |
|                            | Lib Dem                                | Anita Davies               | 1 648                   | 4,18                    |
|                            | Indipendente                           | Les Morris                 | 763                     | 1,93                    |
|                            | Verdi                                  | Tony White                 | 736                     | 1,87                    |
|                            | TUSC                                   | Aaron David                | 118                     | 0,30                    |
|                            | Pirata                                 | David Elston               | 106                     | 0,27                    |
|                            | Fronte Nazionale                       | Adam Lloyd                 | 66                      | 0,17                    |
|                            |                                        |                            |                         |                         |
| Iscritti                   | Iscritti                               | Iscritti                   | 59 958                  | 100,00                  |
| ↳ Votanti (% su iscritti)  | ↳ Votanti (% su iscritti)              | ↳ Votanti (% su iscritti)  | 39 453                  | 65,80                   |
| ↳ Astenuti (% su iscritti) | ↳ Astenuti (% su iscritti)             | ↳ Astenuti (% su iscritti) | 20 505                  | 34,20                   |
|                            |                                        |                            |                         |                         |
|                            | Esito: collegio confermato a Laburista |                            |                         |                         |

| Partito                    | Partito                                | Candidato                  | Risultati 6 maggio 2010 | Risultati 6 maggio 2010 |
| Partito                    | Partito                                | Candidato                  | Voti                    | %                       |
| -------------------------- | -------------------------------------- | -------------------------- | ----------------------- | ----------------------- |
|                            | Laburista                              | Madeleine Moon             | 13 931                  | 36,33                   |
|                            | Conservatore                           | Helen Baker                | 11 668                  | 30,43                   |
|                            | Lib Dem                                | Wayne Morgan               | 8 658                   | 22,58                   |
|                            | Plaid Cymru                            | Nicholas Thomas            | 2 269                   | 5,92                    |
|                            | BNP                                    | Brian Urch                 | 1 020                   | 2,66                    |
|                            | UKIP                                   | Dave Fulton                | 801                     | 2,09                    |
|                            |                                        |                            |                         |                         |
| Iscritti                   | Iscritti                               | Iscritti                   | 58 724                  | 100,00                  |
| ↳ Votanti (% su iscritti)  | ↳ Votanti (% su iscritti)              | ↳ Votanti (% su iscritti)  | 38 347                  | 65,30                   |
| ↳ Astenuti (% su iscritti) | ↳ Astenuti (% su iscritti)             | ↳ Astenuti (% su iscritti) | 20 377                  | 34,70                   |
|                            |                                        |                            |                         |                         |
|                            | Esito: collegio confermato a Laburista |                            |                         |                         |

### Elezioni negli anni 2000
| Partito                    | Partito                                | Candidato                  | Risultati 5 maggio 2005 | Risultati 5 maggio 2005 |
| Partito                    | Partito                                | Candidato                  | Voti                    | %                       |
| -------------------------- | -------------------------------------- | -------------------------- | ----------------------- | ----------------------- |
|                            | Laburista                              | Madeleine Moon             | 16 410                  | 43,35                   |
|                            | Conservatore                           | Helen Baker                | 9 887                   | 26,12                   |
|                            | Lib Dem                                | Paul Warren                | 7 949                   | 21,00                   |
|                            | Plaid Cymru                            | Gareth Clubb               | 2 527                   | 6,67                    |
|                            | Verdi                                  | Jonathan Spink             | 595                     | 1,57                    |
|                            | UKIP                                   | Kunnathur Rajan            | 491                     | 1,30                    |
|                            |                                        |                            |                         |                         |
| Iscritti                   | Iscritti                               | Iscritti                   | 63 951                  | 100,00                  |
| ↳ Votanti (% su iscritti)  | ↳ Votanti (% su iscritti)              | ↳ Votanti (% su iscritti)  | 37 859                  | 59,20                   |
| ↳ Astenuti (% su iscritti) | ↳ Astenuti (% su iscritti)             | ↳ Astenuti (% su iscritti) | 26 092                  | 40,80                   |
|                            |                                        |                            |                         |                         |
|                            | Esito: collegio confermato a Laburista |                            |                         |                         |

| Partito                    | Partito                                | Candidato                  | Risultati 7 giugno 2001 | Risultati 7 giugno 2001 |
| Partito                    | Partito                                | Candidato                  | Voti                    | %                       |
| -------------------------- | -------------------------------------- | -------------------------- | ----------------------- | ----------------------- |
|                            | Laburista                              | Win Griffiths              | 19 423                  | 52,49                   |
|                            | Conservatore                           | Tania Brisby               | 9 377                   | 25,34                   |
|                            | Lib Dem                                | Jean Barraclough           | 5 330                   | 14,40                   |
|                            | Plaid Cymru                            | Monica Mahoney             | 2 653                   | 7,17                    |
|                            | ProLife Alliance                       | Sara Jeremy                | 223                     | 0,60                    |
|                            |                                        |                            |                         |                         |
| Iscritti                   | Iscritti                               | Iscritti                   | 61 471                  | 100,00                  |
| ↳ Votanti (% su iscritti)  | ↳ Votanti (% su iscritti)              | ↳ Votanti (% su iscritti)  | 37 006                  | 60,20                   |
| ↳ Astenuti (% su iscritti) | ↳ Astenuti (% su iscritti)             | ↳ Astenuti (% su iscritti) | 24 465                  | 39,80                   |
|                            |                                        |                            |                         |                         |
|                            | Esito: collegio confermato a Laburista |                            |                         |                         |

## Risultati dei referendum

### Referendum sulla permanenza del Regno Unito nell'Unione europea del 2016
|             | Collegio | Lasciare UE % | Rimanere in UE % |
| ----------- | -------- | ------------- | ---------------- |
|             | Bridgend | 49,6%         | 50,4%            |
|             | Galles   | 52,5%         | 47,5%            |
| Regno Unito | 51,9%    | 48,1%         |                  |